# Didier Vasseur
Pour les articles homonymes, voir Vasseur.
Didier Vasseur est un pianiste et un compositeur français de musique de film, né le 8 mai 1946 à Paris et mort le 28 juillet 2002 dans la même ville. 
Il est connu surtout pour avoir composé les génériques des séries télévisées Joséphine, ange gardien et Julie Lescaut.

## Filmographie
- 1973 : Le Désir et la volupté de Julien Saint-Clair
- 1974 : Strictly Forbidden de Jack Deveau
- 1974 : Y'a un os dans la moulinette de Raoul André
- 1974 : Serre-moi contre toi, j'ai besoin de caresses de Raoul André
- 1977 : Cauchemars ou (Une si gentille petite fille) d'Eddy Matalon
- 1977 : Hard Corps de Jean-Étienne Siry  & Norbert Terry
- 1977 : Fachoda (série télévisée)  de Roger Kahane
- 1978 : New York Blackout  d'Eddy Matalon
- 1980 : Un escargot dans la tête de Jean-Étienne Siry
- 1980 : Papa Poule (série télévisée)  de Roger Kahane
- 1980 : T'inquiète pas, ça se soigne d'Eddy Matalon
- 1981 : L'Ennemi de la mort, mini série télévisée  de Roger Kahane
- 1982 : Le Point d'eau, (court métrage) de Valérie Moncorgé
- 1982 : Joëlle Mazart  (mini-série télévisée en 6 épisodes) de Georges Coulonges
- 1982 : La Dame de cœur (tv) de Jean Sagols
- 1982 : L'Ours en peluche d'Édouard Logereau
- 1984 : Emportez-la avec vous (TV) de Jean Sagols
- 1984 : Irène et Fred, téléfilm de Roger Kahane
- 1985 : L'Histoire en marche: Le serment (TV) de Roger Kahane
- 1985 : Visage de chien de Jacek Gasiorowski
- 1988 : Le Vent des moissons  (mini-série télévisée) de Jean Sagols
- 1989 : Orages d'été (série télévisée) de Jean Sagols
- 1989 : Suivez cet avion de Patrice Ambard
- 1989 : Les Jupons de la révolution de Vincent De Brus
- 1988 : Le Banquet de Marco Ferreri
- 1988 : Le Soulier magique (Stroke of Midnight)  de Tom Clegg
- 1990 : Une femme parfaite (Sweet Revenge) de Charlotte Brandström
- 1990 : L'Autrichienne de Pierre Granier-Deferre
- 1991 : Crimes et jardins de Jean-Paul Salomé
- 1991 : The Maid (Un amour de banquier) d'Ian Toynton
- 1991 : La Contre-allée (Both Sides of the Street) d'Isabel Sebastian
- 1991 : Le Gang des tractions  (mini-séries tv) de Josée Dayan & François Rossini
- 1992 : L'Instit (série télévisée) de François Luciani...
- 1992 : Jo et Milou (TV) de Josée Dayan
- 1992 : V comme vengeance
- 1992 : Les Guerres des privés (TV série) de Josée Dayan & Jean-Pierre Prévost
- 1992 : Les Époux ripoux tv de Carol Wiseman
- 1992 : L'Ambassade en folie
- 1992 : L'Arbre de la discorde de François Rossini
- 1992 : Évasion
- 1993 : Julie Lescaut série télévisée de Caroline Huppert...
- 1993 : Ascension Express (TV)
- 1993 : Face the Music
- 1994 : D'une femme à l'autre (A Business Affair)
- 1995 : Anne Le Guen TV série
- 1996 : Génération vidéo (TV) d'Antoine Lorenzi
- 1996 : Une histoire d'amour à la con de Henri-Paul Korchia
- 1996 : Petite Sœur (TV) de Marion Sarraut
- 1996 : Quai numéro un TV séries
- 1997-2004 : Joséphine, ange gardien série télévisée
- 1998 : Un père inattendu (1998) (TV) d'Alain Bonnot
- 1998 : La Dernière des romantiques (TV) de Joyce Buñuel
- 1998 : Un flic presque parfait  (TV) de Marc Angelo
- 1999 : Chère Marianne (TV)   de Pierre Joassin & Michaëla Watteaux